# Coralie van den Cruyce
Coralie Adéle van den Cruyce, född i Paris 13 oktober 1796, död 1858, var en belgisk författare, feminist och poet. 
Hon var född i en adlig familj och gifte sig med den adlige officeren Eugene-Francois-Auguste Pompée de Felix de la Motte. Hon beskrivs av samtida, bland andra Charles Potvin, som ett exempel på det samtida kvinnoidealet och intog en ledande plats i societeten. 
Hon publicerade bland annat pjäserna Les orphelins de la grande armée (1834) och Les Violettes (1836). Hon var även feminist, och i Bas-bleus försvarade hon kvinnors rätt att skriva och uttrycka sig som författare mot samtida kritik. 